# Catocala concubia
Catocala concubia är en fjärilsart som beskrevs av Walker 1857. Catocala concubia ingår i släktet Catocala och familjen nattflyn. Inga underarter finns listade i Catalogue of Life.